# Чабан Сергій Федорович
Сергій Федорович Чабан (* 31 серпня 1960, Нововолинськ, Волинська область) — радянський та український футболіст, воротар.

## Життєпис
Виступав за «Таврію» (Сімферополь), «Поділля» (Хмельницький), «Волинь» (Луцьк), «Темп» (Шепетівка), «Карпати» (Львів) і ФК «Львів». Завершував кар'єру в команді «Троянда-Експрес» (Гірка Полонка). Працював тренером у луцькій «Волині».
Мешкає в Луцьку.